# 雷縣 (密蘇里州)
雷县（英語：Ray County）是美國密蘇里州西北部的一個縣，南界密蘇里河。面積1,486平方公里。根據美國2000年人口普查，共有人口23,354人。縣治里奇蒙 （Richmond）。
成立於1820年11月16日。縣名紀念制憲大會成員、州議員約翰·雷。